# Dialeuropora centrosemae
Dialeuropora centrosemae là một loài côn trùng cánh nửa trong họ Aleyrodidae, phân họ Aleyrodinae.
Dialeuropora centrosemae được Corbett miêu tả khoa học đầu tiên năm 1935.